# Magy
Magy is een plaats (község) en gemeente in het Hongaarse comitaat Szabolcs-Szatmár-Bereg. Magy telt 996 inwoners (2001).